# Станнардс (Нью-Йорк)
Станнардс (англ. Stannards) — переписна місцевість (CDP) в США, в окрузі Аллегені штату Нью-Йорк. Населення — 585 осіб (2020).

## Географія
Станнардс розташований за координатами 42°4′27″ пн. ш. 77°54′44″ зх. д. / 42.07417° пн. ш. 77.91222° зх. д. (42.074121, -77.912279).  За даними Бюро перепису населення США в 2010 році переписна місцевість мала площу 7,24 км², уся площа — суходіл.

## Демографія
Згідно з переписом 2010 року, у переписній місцевості мешкало 798 осіб у 364 домогосподарствах у складі 233 родин. Густота населення становила 110 осіб/км².  Було 419 помешкань (58/км²).
Расовий склад населення:
| - 97,2 % — білих - 0,5 % — чорних або афроамериканців - 0,5 % — азіатів - 0,1 % — корінних американців |

До двох чи більше рас належало 1,5 %. Частка іспаномовних становила 1,1 % від усіх жителів.
За віковим діапазоном населення розподілялося таким чином: 20,6 % — особи молодші 18 років, 60,2 % — особи у віці 18—64 років, 19,2 % — особи у віці 65 років та старші. Медіана віку мешканця становила 45,7 року. На 100 осіб жіночої статі у переписній місцевості припадало 89,5 чоловіків;  на 100 жінок у віці від 18 років та старших — 89,3 чоловіків також старших 18 років.
Середній дохід на одне домашнє господарство  становив 58 078 доларів США (медіана — 36 875), а середній дохід на одну сім'ю — 76 096 доларів (медіана — 50 000). Медіана доходів становила 59 688 доларів для чоловіків та 30 179 доларів для жінок. За межею бідності перебувало 19,7 % осіб, у тому числі 17,6 % дітей у віці до 18 років та 2,2 % осіб у віці 65 років та старших.
Цивільне працевлаштоване населення становило 349 осіб. Основні галузі зайнятості: освіта, охорона здоров'я та соціальна допомога — 34,1 %, виробництво — 11,2 %, роздрібна торгівля — 10,3 %, мистецтво, розваги та відпочинок — 10,0 %.